# Musik in Geschichte und Gegenwart

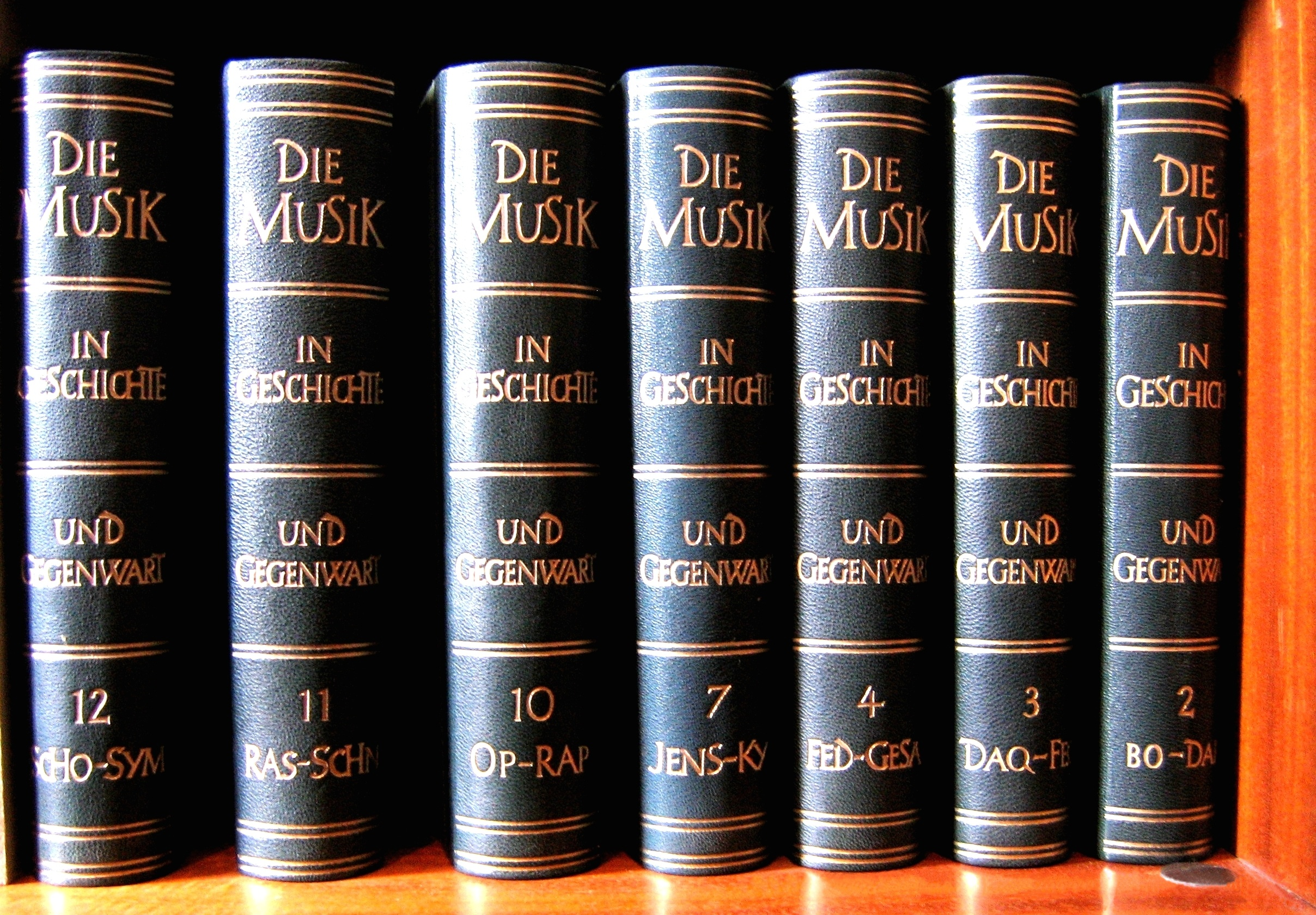
Die Musik in Geschichte und Gegenwart, eerste uitgave.

Die Musik in Geschichte und Gegenwart (MGG) is de grootste en uitgebreidste Duitse muziekencyclopedie. Onder de westerse muzieknaslagwerken is alleen de New Grove Dictionary of Music and Musicians hiermee vergelijkbaar in omvang en reikwijdte. De encyclopedie is een uitgave van Bärenreiter, Metzler en RILM.
De eerste editie (1949–1986) bestaat uit 17 delen. De uitgevers wilden het geheel aan kennis over muziek tonen (dat wil zeggen de resultaten uit musicologisch onderzoek samenvatten) en zo bijdragen aan het behoud van de muzikale cultuur. De eerste veertien delen verschenen tussen 1949 en 1968 en bevatten op alfabetische volgorde zowel lemma’s over begrippen als personen en individuele composities. In 1973 en 1976 kwamen nog twee supplementen uit en in 1986 een register.
De 29-delige tweede editie (1994-2008) is verdeeld in twee afdelingen. Eerst kwam een onderwerpenafdeling (Sachteil) uit van 10 banden (inclusief het register) met 1500 artikelen over allerhande muzikale begrippen (zoals muziekgenres, -stromingen en technische termen),  en ook het muziekleven in plaatsen van Aken (Aachen) tot Cyprus (Zypern). Hierop volgde van 1999 tot 2007 een biografische encyclopedie (Personenteil) in 18 banden inclusief het registerdeel. Hierin stonden 16.000 componisten, musici en andere belangrijke personen in de muziek, en ook een aantal organisaties, zoals orkesten en muziekuitgevers. Tot slot verscheen in 2008 een supplement met aanvullingen op beide afdelingen.
Een cd-rom-versie van de tweede editie is ook beschikbaar in een aantal bibliotheken, voornamelijk in Duitsland. Vanaf 2016 is er ook een versie op het web, waarvan als voorproefje een klein deel gratis toegankelijk is en de rest tegen betaling. De 2e druk vormt de basis van deze online versie, die voortdurend wordt aangepast en aangevuld op grond van nieuwe inzichten en ontwikkelingen.